# Hani (ca sĩ)
Đây là một tên người Triều Tiên, họ là Ahn.
Ahn Hee-yeon (tiếng Hàn: 안희연, Hanja: 安喜延, Hán-Việt: An Hỷ Nghiên, sinh ngày 1 tháng 5 năm 1992), thường được biết đến với nghệ danh Hani (tiếng Hàn: 하니), là một nữ ca sĩ, diễn viên, MC người Hàn Quốc, thành viên nhóm nhạc nữ EXID và nhóm nhỏ Dasoni (gồm Solji và Hani) nay là Solji Hani trực thuộc công ty giải trí BANANA Culture.
Hiện tại Hani trực thuộc công ty Sublime Artist Agency và bắt đầu với vai trò mới là Diễn viên: diễn viên Ahn Hee Yeon.
Cô cũng tham gia vào một vài chương trình truyền hình, và từng là người dẫn chương trình tạm thời cho Weekly Idol cũng như MC khách mời của Baek Jong Won's Top 3 Chef Kings.

## Tiểu sử
Hani sinh ngày 1 tháng 5 năm 1992 tại Seoul, Hàn Quốc trong gia đình có hai chị em, cô là chị cả. Hani có chỉ số IQ khá cao, lên tới 145. Trước khi ra mắt với EXID, Hani được chọn để tham gia nhóm nhạc nữ của JYP Entertainment, bao gồm cả Hyorin (Sistar), Song Ji-eun (Secret) và Yuzi (Bestie) nhưng cuối cùng dự án lại không được ra mắt. Sau đó cô quyết định sang Trung Quốc để du học. Hani thông thạo cả tiếng Anh và tiếng Trung Quốc. Cô đã từng thắng giải ba trong cuộc thi ba môn phối hợp Children Triathlon Competition của Korea Triathlon Federation vào năm 2005 và đạt 900 điểm TOEIC chỉ trong vòng hai tháng.

## Sự nghiệp

### EXID và Dasoni (SoljiHani)
EXID chính thức ra mắt vào ngày 16 tháng 2 năm 2012 với đĩa đơn đầu tay "Whoz That Girl". Hani đảm nhận vị trí Hát dẫn và Center của nhóm.
Tháng 2 năm 2013, Hani và thành viên cùng nhóm Solji tham gia nhóm nhỏ đầu tiên của EXID với tên gọi Dasoni (sau này đã đổi tên thành SoljiHani). Nhóm phát hành đĩa đơn đầu tay "Goodbye" vào ngày 15 tháng 2.
Ngày 27 tháng 8 năm 2014, EXID phát hành đĩa đơn "Up & Down". Ban đầu bài hát không lọt vào top 100 trên bảng xếp hạng đĩa đơn của Gaon (bảng xếp hạng âm nhạc chính thức của Hàn Quốc). Tuy nhiên, sau khi một đoạn video quay lại màn biểu diễn của Hani (fancam) trở thành hiện tượng trên các mạng xã hội tại Hàn Quốc, bài hát bất ngờ trở nên nổi tiếng, lọt vào top 10 trên nhiều bảng xếp hạng âm nhạc trực tuyến như Melon, Genie và giúp EXID giành được chiến thắng đầu tiên trên các chương trình âm nhạc kể từ khi ra mắt (debut).
Ngày 3 tháng 5 năm 2019, công ty quản lý (Banana Culture Entertainment) đưa ra thông báo, 2 thành viên EXID là Hani và Jung Hwa quyết định không gia hạn hợp đồng. Tuy nhiên, EXID sẽ không tan rã.

### Hoạt động cá nhân
Năm 2012, Hani góp mặt trong bài hát "Cold" nằm trong album Young Love của C-Clown.
Tháng 6 năm 2014, Hani góp mặt trong bài hát "We Got The World" của R.Tee. Tháng 11 năm 2014, cô song ca với Baek Jong-yoon trong bài hát "Kiss Me", nhạc phim của bộ phim truyền hình My Lovely Girl. Tháng 12 năm 2014, Hani trở thành viên chính của chương trình truyền hình Always Cantare của đài tvN.
Năm 2015, Hani xuất hiện trong video âm nhạc cho bài hát "Fire" của Mad Clown và tham gia nhiều chương trình truyền hình với tư cách thành viên chính, bao gồm Off to School, Crime Scene 2, A Style For You, Soulmates Returns, và My Little Television. Tháng 5 năm 2015, cô xuất hiện với tư cách khách mời trong bộ phim truyền hình The Producers. Ngày 24 tháng 6 năm 2015, Hani và Ken, thành viên nhóm nhạc nam VIXX, phát hành bài hát song ca "Gap". Tháng 9 năm 2015, cô trở thành khách mời trong chương trình truyền hình thực tế Law of the Jungle.

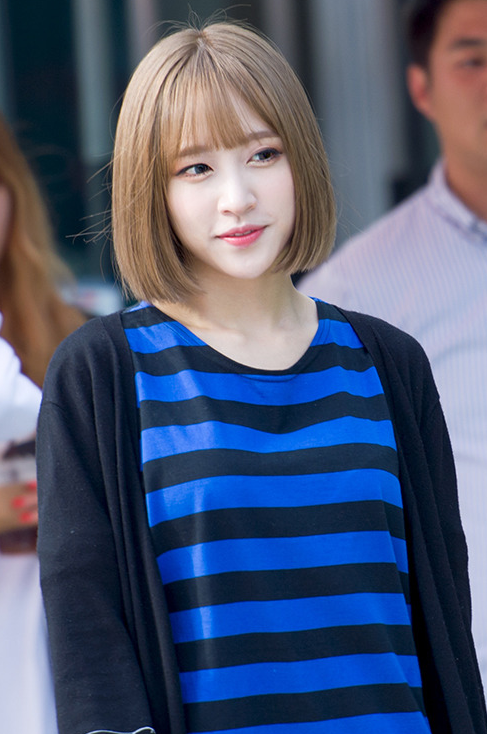
Hani vào tháng 7 năm 2016

Tháng 2 năm 2016, Hani tham gia vào cuộc thi ca hát King Of Mask Singer mà thành viên cùng nhóm Solji từng tham gia và trở thành quán quân. Dù chỉ giành được vị trí á quân nhưng chất giọng trầm khàn đầy nội lực của cô đã khiến cho ban giám khảo và khán thính giả vô cùng bất ngờ.
Tháng 1 năm 2017, Hani hợp tác cùng với Luna, thành viên nhóm nhạc nữ f(x), và Solar, thành viên nhóm nhạc nữ Mamamoo, trong bài hát nhạc dance "Honey Bee" được sản xuất bởi Park Geun-tae, người đã sáng tác ca khúc "Dream" của Suzy và Baekhyun.
Ngày 10 tháng 3 năm 2017, Hani nhận giải thưởng "MC Rising Star" tại lễ trao giải Cable TV Awards cho các hoạt động dẫn chương trình trong năm 2016.
Ngày 21 tháng 3 năm 2017, Hani được thông báo sẽ trở thành MC cố định của chương trình mới I Suddenly Got A Million Won trên sóng kênh truyền hình O'live, cùng với 2 MC kì cựu Kim Gura và Yoon Sung-joo.
Ngày 10 tháng 10 năm 2019, Sublime Artist Agency của Hyomin (T-ara) bất ngờ thông báo Hani đã chính thức kí hợp đồng với công ty này sau thời gian nghiêm túc thỏa thuận.

## Đời tư
Ngày 31 tháng 12 năm 2015, Hani và Junsu, thành viên nhóm nhạc nam JYJ, được công ty quản lý của Junsu, C-Jes Entertainment, xác nhận là đã hẹn hò với nhau được 6 tháng.
Ngày 13 tháng 9 năm 2016, Banana Culture đưa ra thông báo chính thức rằng: "Hani và Junsu đã chính thức chia tay. Chúng tôi chưa biết chính xác thời điểm, nhưng lý do có vẻ là do lịch trình quá bận rộn".
Ngày 29 tháng 6 năm 2022, Hani và Yang Jae Woong (bác sĩ tâm lý nổi tiếng, giám đốc 1 bệnh viện ở thành phố Bucheon) được cho là đang hẹn hò . Ngay sau đó công ty quản lý của Hani là Sublime Entertainment đã lên tiếng xác nhận:"Hani và Yang Jae Woong đang có mối quan hệ tốt đẹp"

## Danh sách đĩa nhạc

### Bài hát
| Năm | Bài hát                          | Thứ hạng cao nhất | Doanh số       | Album                |
| Năm | Bài hát                          | HQ Gaon           | Doanh số       | Album                |
| --- | -------------------------------- | ----------------- | -------------- | -------------------- |
| 2012 | "Cold" (với C-Clown)             | —                 | —              | Young Love           |
| 2014 | "We Got The World" (với R.Tee)   | —                 | —              | Đĩa đơn nhạc số      |
| 2014 | "Kiss Me" (với Baek Jong-yoon)   | —                 | —              | "My Lovely Girl" OST |
| 2015 | "Fake Illness" (với Rare Potato) | —                 | —              | Đĩa đơn nhạc số      |
| 2015 | "Gap" (với Ken)                  | 25                | - HQ: 93.000+* | Đĩa đơn nhạc số      |
| 2015 | "Feel The Light" (với Solji)     |                   | —              | "Home" OST           |
| 2016 | "Fire"                           |                   | —              | "Morim School" OST   |
| 2016 | "Only One" (với Solji)           |                   | —              | Đĩa đơn nhạc số      |
| 2017 | "Honey Bee" (với Luna và Solar)  | —                 | —              | Đĩa đơn nhạc số      |
| 2017 | "Flame" (với Solji)              |                   | —              | "Money Flower" OST   |
| 2017 | "Eyes" (với Hanhae)              | —                 | —              | Đĩa đơn nhạc số      |
| "—" cho biết bài hát không lọt vào bảng xếp hạng hoặc không được phát hành tại khu vực này. "*" cho biết Gaon Chart đã được đổi mới tại thời điểm này và doanh số đã được giảm phát. |                                  |                   |                |                      |

## Danh sách phim

### Phim
| Năm  | Tên phim                             | Kênh            | Vai diễn                                      | Ghi chú      |
| ---- | ------------------------------------ | --------------- | --------------------------------------------- | ------------ |
| 2012 | Twelve Men in a Year                 | tvN             | Nhóm nhạc nữ (cùng đội hình ban đầu của EXID) | Tập 8        |
| 2015 | The Producers                        | KBS             | Chính mình                                    | Tập 3        |
| 2020 | XX                                   | Vlive - Youtube | Yoon Nana                                     | Full         |
| 2020 | SF8: White Crow                      | MBC             | Juno - Baek A Yeong                           | Tập 6        |
| 2020 | The spies who loved me               | MBC             | Hacker                                        | Tập 8 & 9    |
| 2021 | Young adult matters                  |                 | Ju Yeong                                      | Full         |
| 2021 | How to be thirty - Not yet 30        | KakaoTV         | Lee Ran Joo                                   | Full         |
| 2021 | You raise me up: Tình cờ ta gặp nhau | Wavve           | Lee Ru Da                                     | Full         |
| 2021 | IDOL: The coup                       | JTBC            | Jenna                                         | Full         |
| 2021 | The ghost doctor                     | TvN             | Lee Ji Woo - Jessica                          | Tập 7 đến 10 |

### Chương trình truyền hình
| Năm  | Tên chương trình                                   | Kênh        | Vai trò            | Ghi chú                                                   |
| ---- | -------------------------------------------------- | ----------- | ------------------ | --------------------------------------------------------- |
| 2014 | Always Cantare                                     | tvN         | Thành viên cố định |                                                           |
| 2015 | Hello Counselor                                    | KBS 2TV     | Khách mời          | Tập 207 cùng JeongHwa                                     |
| 2015 | Happy Together 3                                   | KBS2        | Khách mời          |                                                           |
| 2015 | Eco Village                                        | SBS         | Khách mời          |                                                           |
| 2015 | Yaman TV                                           | Mnet        | Khách mời          | Cùng các thành viên EXID                                  |
| 2015 | Idol Star Athletics Championships 2015             | MBC         | Thí sinh           | Lunar Special cùng các thành viên EXID                    |
| 2015 | Gourmet Road                                       | K-STAR      | Khách mời          | Tập 233                                                   |
| 2015 | Dating Alone                                       | JTBC        | Khách mời          | Tập 7 - 8                                                 |
| 2015 | Running Man                                        | SBS         | Khách mời          | Tập 237                                                   |
| 2015 | 1 vs. 100                                          | KBS2        | Thí sinh           | Cùng với LE & Hyerin                                      |
| 2015 | Off to School                                      | JTBC        | Khách mời          | Tập 36 - 39                                               |
| 2015 | Crime Scene 2                                      | JTBC        | Thành viên cố định |                                                           |
| 2015 | A Style For You                                    | KBS2        | Thành viên cố định | Cùng Yoon Bo-ra, Gu Hara & Kim Heechul                    |
| 2015 | Soulmates Returns                                  | MBC every1  | Thành viên cố định |                                                           |
| 2015 | King of Masked Singer                              | MBC         | Khách mời          | Tập 1                                                     |
| 2015 | My Little Television                               | MBC         | Khách mời          | Tập 5-6                                                   |
| 2015 | Our Neighborhood Arts and Physical Education       | KBS2        | Khách mời          |                                                           |
| 2015 | Two Yoo Project - Finding Sugar Man                | JTBC        | Khách mời          | Tập 1 (thử nghiệm) cùng Girl's Day's Sojin & Mad Clown    |
| 2015 | Please Take Care of My Refrigerator                | JTBC        | Khách mời          | Tập 48-49 cùng Yoon Bo-ra                                 |
| 2015 | Law of the Jungle                                  | SBS         | Khách mời          | Tại Nicaragua, tập 178-180                                |
| 2015 | Running Man                                        | SBS         | Khách mời          | Tập 275                                                   |
| 2015 | Weekly Idol                                        | MBC Every 1 | Khách mời          | Tập 226 cùng các thành viên EXID                          |
| 2015 | Hello Counselor                                    | KBS2        | Khách mời          | Tập 250 cùng với LE & Hyerin                              |
| 2016 | Baek Jong-won's Three Great Emperors               | SBS         | Thành viên cố định | Tập 22 - 51                                               |
| 2016 | We Are Siblings                                    | KBS2        | Khách mời          | Cùng em trai Ahn Tae Hwan                                 |
| 2016 | King of Masked Singer                              | MBC         | Thí sinh           | Tập 47-48 (Á quân)                                        |
| 2016 | Two Yoo Project Sugar Man                          | JTBC        | Khách mời          | Tập 32 cùng với Solji                                     |
| 2016 | Weekly Idol                                        | MBC Every 1 | MC                 | Tập 245-270                                               |
| 2016 | Weekly Idol                                        | MBC Every 1 | Khách mời          | Tập 254 cùng các thành viên EXID                          |
| 2016 | Battle Trip                                        | KBS2        | Khách mời          | Tập 2-3 cùng với Solji                                    |
| 2016 | Duet Song Festival                                 | MBC         | Thí sinh           | Tập 33–34 cùng Chae Changuk                               |
| 2016 | A Look At Myself                                   | KBS         | Khách mời          | Tập 23 cùng các thành viên EXID                           |
| 2016 | Idol Star Athletics Championships 2016             | MBC         | Thí sinh           | Lunar Special cùng các thành viên EXID                    |
| 2016 | Idol & Family National Singing Competition         | KBS         | Khách mời          | Chuseok Special cùng các thành viên EXID                  |
| 2017 | Knowing Bros                                       | JTBC        | Khách mời          | Tập 58 cùng với Rain                                      |
| 2017 | Lunar Special: Girl Group War - The Family's Honor | KBS         | Khách mời          | Cùng các thành viên EXID                                  |
| 2017 | Idol Star Athletics Championships 2017             | MBC         | Thí sinh           | Lunar Special cùng các thành viên EXID (trừ Solji)        |
| 2017 | Trick & True                                       | KBS         | Khách mời          | Tập 16 cùng JeongHwa                                      |
| 2017 | Flower Crew                                        | SBS         | Khách mời          | Tập 27                                                    |
| 2017 | Happy Together 3                                   | KBS         | Khách mời          | Tập 491-492                                               |
| 2017 | Let's Eat Dinner Together                          | JTBC        | Khách mời          | Tập 23                                                    |
| 2017 | King Of Masked Singer                              | MBC         | Khách mời          |                                                           |
| 2017 | Raid The Convenience Store                         | tvN         | Khách mời          | Tập 7                                                     |
| 2017 | I Can See Your Voice 4                             | Mnet        | Khách mời          | Tập 9 cùng các thành viên EXID (trừ Solji)                |
| 2017 | I Suddenly Got A Million Won                       | O'live      | Thành viên cố định |                                                           |
| 2017 | Oh! Cool Guy                                       | Channel A   | Khách mời          | Tập 1 cùng với Hyerin                                     |
| 2017 | Weekly Idol                                        | MBC         | Khách mời          | Tập 299, 334 cùng các thành viên EXID (trừ Solji) Tập 300 |
| 2017 | DJ Show Triangle                                   | SBS         | Khách mời          | Tập 1 cùng với LE                                         |
| 2017 | Gag Concert                                        | KBS         | Khách mời          | Tập 900 cùng các thành viên EXID                          |
| 2017 | Law Of The Jungle                                  | SBS         | Khách mời          | Tại Indonesia, tập 274-278                                |
| 2017 | Crime Scene 3                                      | JTBC        | Khách mời          | Tập 3                                                     |
| 2017 | Hello Counselor                                    | KBS         | Khách mời          | Tập 324 cùng với Hyerin                                   |
| 2017 | Secret Variety Traning                             | MBC         | Khách mời          | Tập 1-2                                                   |
| 2017 | Yoo Heeyeol's Sketchbook                           | KBS         | Khách mời          | Tập 360 cùng các thành viên EXID (trừ Solji)              |
| 2017 | Secret Greatly                                     | MBC         | Khách mời          | Tập 18 cùng các thành viên EXID (trừ Solji)               |
| 2017 | Master Key                                         | SBS         | Khách mời          | Tập 3                                                     |
| 2017 | I Am Chef                                          | TV Chosun   | Khách mời          |                                                           |
| 2017 | Problematic Men                                    | tvN         | Khách mời          | Tập 138 cùng các thành viên EXID (trừ Solji)              |
| 2017 | Beauty View                                        | JTBC        | Thành viên         | Soyou x Hani's Beauty View                                |
| 2018 | Idol Star Athletics Championships 2018             | MBC         | MC                 | Phần thi bowling                                          |
| 2018 | Happy Together 3                                   | KBS         | Khách mời          | Tập 527 cùng JeongHwa                                     |
| 2018 | Flying Girl                                        | MBN         | Khách mời          | Tập 24 cùng với Hyerin                                    |
| 2018 | Salty Tour                                         | tvN         | Khách mời          | Tập 18-20                                                 |
| 2018 | Life Bar                                           | tvN         | Khách mời          | Tập 67 cùng Hyerin                                        |
| 2018 | Wednesday Food Talk                                | tvN         | Khách mời          | Tập 164 cùng với LE                                       |
| 2018 | Sugar Man 2                                        | JTBC        | Khách mời          | Tập 12 cùng các thành viên EXID (trừ Solji)               |
| 2018 | Hello Counselor                                    | KBS         | Khách mời          | Tập 359 cùng JeongHwa                                     |
| 2018 | Weekly Idol 2                                      | MBC         | Khách mời          | Tập 351 cùng các thành viên EXID (trừ Solji)              |
| 2018 | Secret Unnie                                       | JTBC4       | Khách mời          | Tập 16-19 cùng với Choi Yoo Jung (Weki Meki)              |
| 2018 | Kim Je Dong's Talk To You 2                        | JTBC        | Khách mời          | Tập 11 cùng với Soyou                                     |
| 2018 | Salty Tour                                         | tvN         | Khách mời          | Tập 49-56                                                 |
| 2018 | Weekly Idol                                        | MBC         | Khách mời          | Tập 383 (cùng các thành viên EXID)                        |
| 2018 | Amazing Saturday                                   | tvN         | Khách mời          | Tập 35 (cùng EXID Solji)                                  |
| 2018 | Knowing Brothers                                   | JTBC        |                    | Tập 157 (cùng các thành viên EXID)                        |
| 2021 | Running Man                                        | SBS         |                    | Tập 569                                                   |

### Video âm nhạc
| Năm  | Tên bài hát        | Nghệ sĩ           |
| ---- | ------------------ | ----------------- |
| 2009 | "My Love"          | Mongsil Sisters   |
| 2014 | "We Got The World" | R.Tee             |
| 2015 | "Fire"             | Mad Clown         |
| 2017 | "You"              | Lim SeulOng (2AM) |

### Chương trình thực tế
| Năm         | Tên chương trình  | Kênh    | Thành viên          | Số tập |
| ----------- | ----------------- | ------- | ------------------- | ------ |
| 2012 - 2013 | BUTBUT TV (mùa 1) | Youtube | Cả nhóm             | 17     |
| 2013 - 2014 | BUTBUT TV (mùa 2) | Youtube | Cả nhóm             | 2      |
| 2014        | BUTBUT TV (mùa 3) | Youtube | Cả nhóm             | 8      |
| 2015        | BUTBUT TV (mùa 4) | Youtube | Cả nhóm             | 8      |
| 2015        | EXID's Showtime   | MBC     | Cả nhóm             | 8      |
| 2016        | BUTBUT TV (mùa 5) | Youtube | Cả nhóm             | 7      |
| 2018        | Made in EXID      | Moji TV | Cả nhóm (trừ Solji) | 25     |

## Quảng cáo
| Năm       | Thể loại | chú thích         |
| --------- | --- | ----------------- |
| 2015      | Thương hiệu đồ Jean "JAMBANGEE" (잠뱅이) | Cùng Kwak Si Yang |
| 2015      | Trò chơi "Clash of Kings" (클래시 오브 킹즈) |                   |
| 2015      | Mì Ramyeon "Paldo Ramen (Hani), Paldo Ramen(Solji, Hani)" (왕뚜껑) | Cùng Solji        |
| 2015-2016 | Túi xách "Paul's Boutique" (폴스부띠끄) |                   |
| 2015-2016 | Máy tính "Lenovo" (레노버) |                   |
| 2015-2016 | Kính áp tròng "O－LEns" (올렌즈) |                   |
| 2016      | Bánh quy "OREO" (오레오) |                   |
| 2017      | Gà rán "KFC Okonomiyaki Chicken, Long Burger bản kỹ thuật số 1 phút, Long Burger bản A 15 giây, Long Burger bản B 15 giây, Tteomeokneun Chicken bản 15 giây" (케이에프씨) |                   |
| 2017      | Trà chanh đóng chai "Coca-Cola Fuze Tea" (飛想茶) |                   |
| 2018      | Kem nền "KANEBO KATE" |                   |
| 2018      | Nước hoa nữ Rochas "Mademoiselle" |                   |
| 2018      | Ứng dụng điện thoại "Yanolja"(야놀자) |                   |
| 2018      | Tựa game RPG "Tasty Saga" (테이스티 사가) |                   |